# Retrogaming

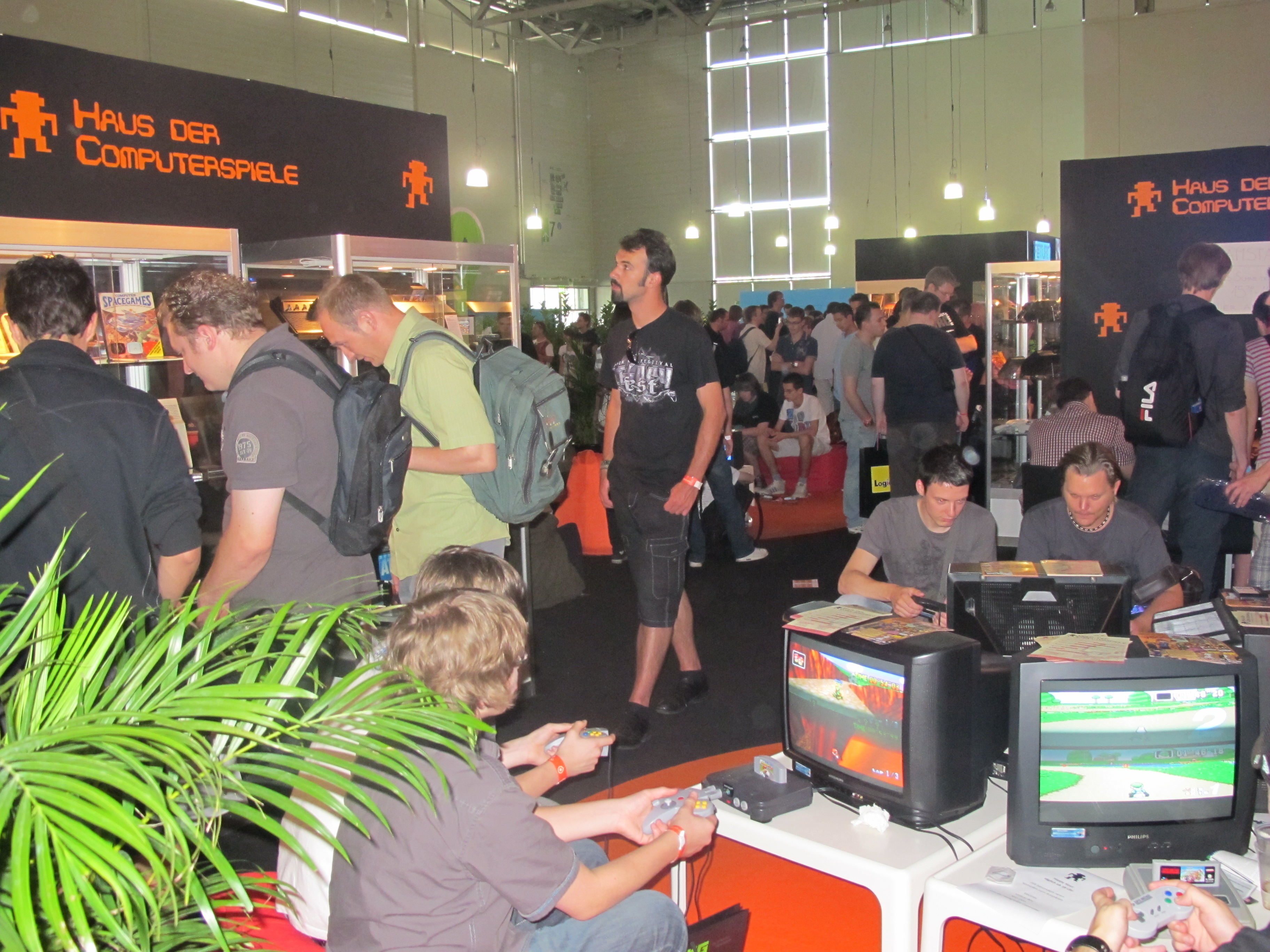
Retrogaming auf einer Messe (Haus der Computerspiele – Gamescom 2010)

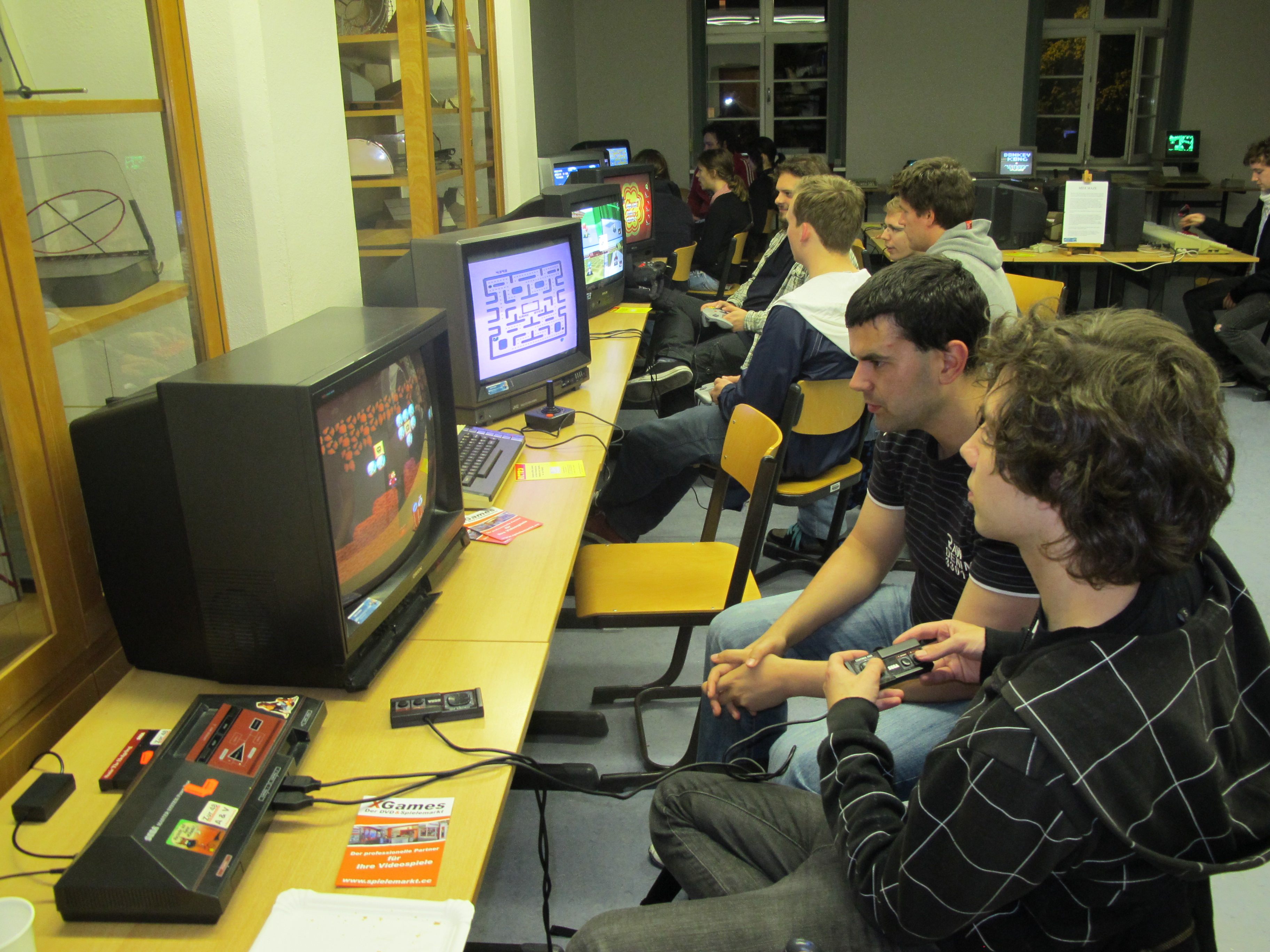
Retrogaming auf der Langen Nacht der Computerspiele der HTWK in Leipzig (2012)

Als Retrogaming wird das Spielen und Sammeln älterer Computer- und Videospiele bezeichnet. Oft wird die Zeit des Umbruchs zur überwiegenden Veröffentlichung von 3D-Spielen zur Mitte der 1990er Jahre als Grenze gesehen, die durch leistungsfähigere Grafikchips in PCs und Spielkonsolen, insbesondere der PlayStation, eingeläutet wurde. Dem Prinzip Retro folgend, verschiebt sich jedoch diese Grenze, häufig werden bereits Spiele bis zum Ende der 1990er Jahre als „retro“ angesehen. Sie sind Teil des Retrocomputings.
Ferner hat sich der Begriff auch als Genrebezeichnung etabliert und bezeichnet als solche Computerspiele bis zum Ende der 8-Bit-Ära (ca. 1970 bis ca. 1985), wie etwa Pong oder Frogger, die sich nicht eindeutig in eines der heute üblichen Genres einordnen lassen und daher eben nur als „Retro“ eingestuft werden.
Die Beschäftigung von Individuen oder Gruppen mit klassischen Video- und Computerspielen ist ein von der normalen Mainstream-Spielekultur differenzierbares Phänomen.

## Geschichte

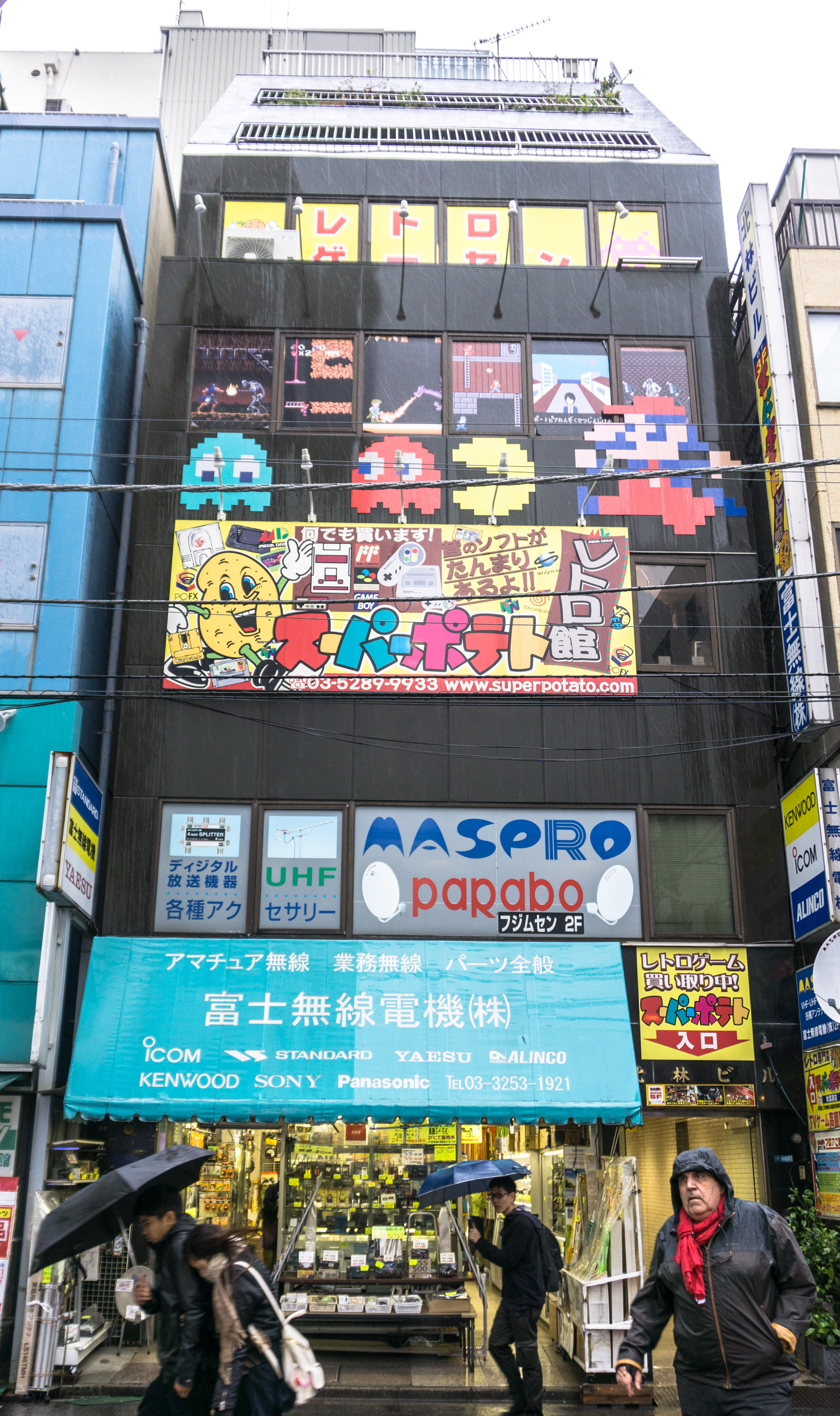
Akihabara – Super Potato Retro Game Shop, in Tokyo, Japan

Der Trend des Retrogaming, der sich auf alte Spiele und deren Plattformen wie Spielkonsolen und PCs konzentriert, entstand zum Ende der 1990er-Jahre und erfreut sich seitdem immer größerer Beliebtheit. Es handelt sich hierbei durchaus um eine aktuelle Entwicklung in der Computerspielszene, z. B. existieren inzwischen spezialisierte Publikationen wie das monatlich erscheinende RetroGamer Magazine oder die deutschsprachige Retro und das Return-Magazin sowie das Online-Magazin retrogamingcrew.com mit werktäglich neuen Artikeln.
Reaktionen der Spieleindustrie
Seit den 2000er Jahren hat auch die Spieleindustrie die Zielgruppe der „Retrogamer“ und den vorhandenen Bestand der „Retrogames“ für sich entdeckt. So kommen bemerkenswerterweise immer mehr klassische Spiele auf aktuellen Konsolen in Form von Samplern heraus. Ein Beispiel hierfür ist die Konami Arcade Classics-Sammlung für das Nintendo DS oder die SEGA Mega Drive Ultimate Collection für die Xbox 360 bzw. die Playstation 3. Bei diesen Kompilationen werden meistens mehr als 10 oder 20 alte Spiele in einem Paket an den Kunden gebracht. Ein weiterer Absatzmarkt für klassische Videospiele ist außerdem der Marktplatz der Xbox-Live, auf dem HD-Versionen von Klassikern wie Street Fighter zu erwerben sind, sowie der Wii-Shop-Kanal von Nintendo. Zudem brachte Nintendo die Konsole Nintendo Classic Mini am 11. November 2016 heraus. Bei der Konsole handelt es sich um eine technisch verbesserte Neuauflage des Nintendo Entertainment Systems mit 30 vorinstallierten NES-Klassikern.
Die polnische Firma GOG.com, das Kürzel leitet sich ursprünglich von “Good Old Games” („gute alte Spiele“) her, bietet seit 2008 PC-Klassiker der DOS- und frühen Windows-Ära technisch aufbereitet für moderne Plattformen über die Digitale Distribution an.

## Motivation

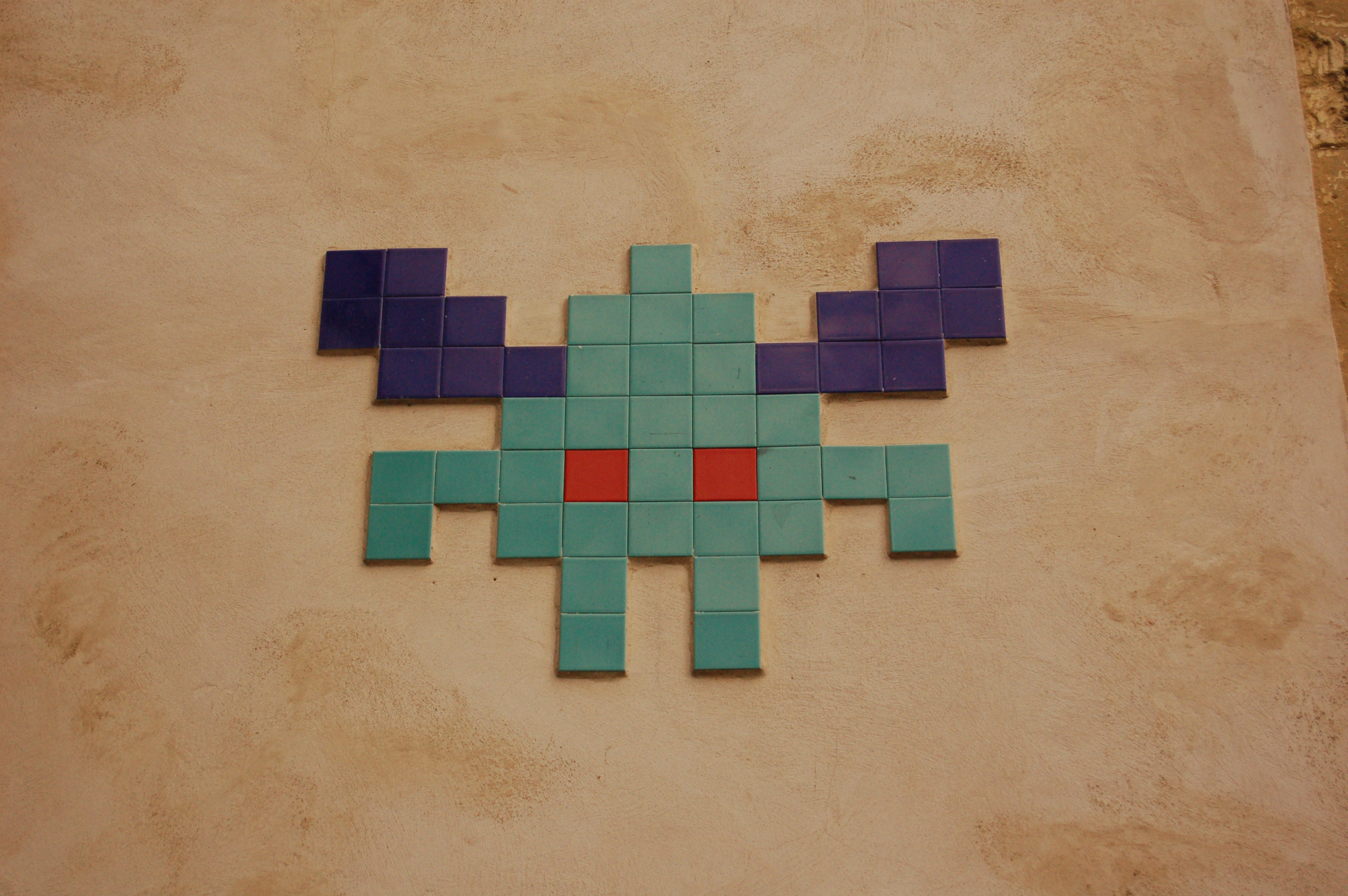
„Space-Invaders“-Alien, aus dem Straßenprojekt Space Invaders (2007, Paris)

Im Allgemeinen kann man zwei Hauptgründe für diesen Trend ausmachen.
Zum einen sind viele der heute erwachsenen Computerspieler mit den Anfängen der Computerspielentwicklung vom Ende der 1970er bis Anfang der 1990er aufgewachsen, für die die damaligen Spiele sehr prägend waren. Viele Spielegenres sind heutzutage fast ausgestorben, darunter Adventures, Jump ’n’ Runs, Puzzlespiele und Side-Scroller, weil die Spieleindustrie kein Marktpotential für diese Gattungen sieht. Aus Mangel an aktuellen Alternativen und aus Nostalgie konzentriert man sich wieder auf die alten Klassiker.
Der zweite Grund ist, dass viele Spieler der heutigen Spieleindustrie vorwerfen, zu konservativ-kommerziell zu agieren und kreativen Spielkonzepten keine Chance mehr zu geben oder geben zu können – eine Sichtweise, die teilweise auch von Entwicklerfirmen und Publishern selbst geteilt wird. Seit den 1990ern wuchsen die Kosten für professionelle Spielentwicklung deutlich an und vergrößerten die Furcht, einen kostspieligen Fehlschlag zu produzieren, was eine Fokussierung auf bekannte Spielrezepte, Fortsetzungen von Erfolgstiteln ohne neue kreative Konzepte und die einfacheren, aber breitere Zielgruppen ansprechenden Casual Games zur Folge hatte.

## Ziele

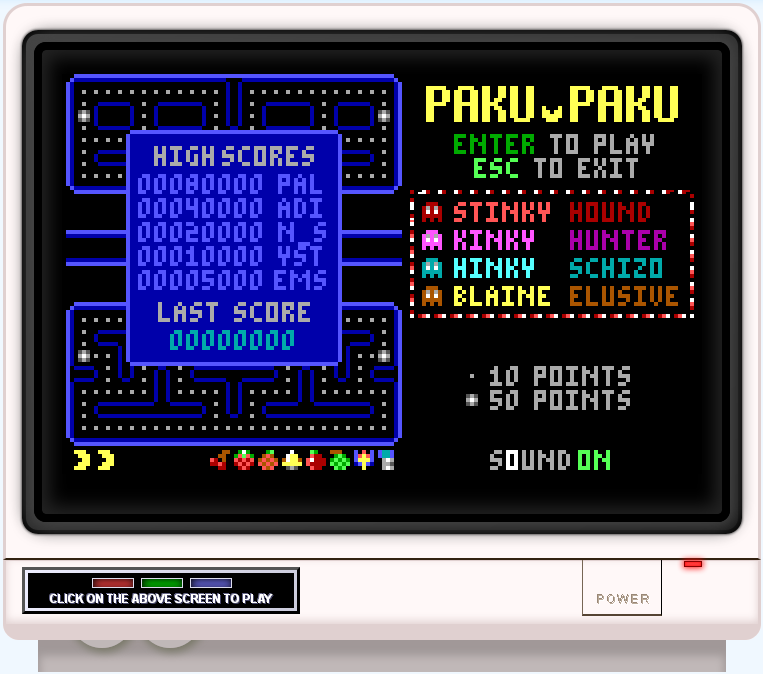
Screenshot vom Spiel Paku Paku, einer Remake-Erstellung des Retro-Klassikers Pac-Man für die „Retrochallenge 2011“

Motive für Retrogaming sind vor allem Spieleklassiker zu erhalten und sie einer breiten Öffentlichkeit zugänglich zu machen.
Es soll auch das endgültige Verlorengehen von Klassikern, wie z. B. bei der Schließung von Atari Sunnyvale 1996 passiert, verhindert werden. Damals wurden u. a. der Original-Quellcode von Meilensteinen der Computerspielgeschichte wie Asteroids oder Centipede entsorgt. Glücklicherweise konnte ein Teil durch Enthusiasten aus dem Müll gerettet, rekonstruiert und über das Atari-Museum später veröffentlicht werden.
Daher ist das Ziel und Interesse der Retrogaming-Bewegung, dass alte Spiele als Freeware oder als Open-Source-Software rechtzeitig veröffentlicht werden. Damit sind diese auch aus der rechtlichen Grauzone Abandonware geholt und mit dem Quelltext können die notwendigen technischen Anpassungen effektiv vorgenommen werden.
Ein weiteres Ziel ist es, alte Spiele wieder auf modernen Betriebssystemen und Hardwareplattformen lauffähig zu machen, z. B. durch sogenannte Community-Patches, welche diese Mängel zu beheben versuchen. Eine Lauffähigkeit auf aktuellen Plattformen kann auch durch die Entwicklung von alternativen Interpretern (z. B. ScummVM) und Emulatoren (z. B. DOSBox oder M.A.M.E.) erzielt werden. Außerdem werden zahlreiche Spiele, die nie für den deutschen Markt lokalisiert wurden, aus dem Japanischen oder Englischen ins Deutsche übersetzt (sogenannte Fan-Übersetzungen) und damit verfügbar gemacht.
Eine weitere Form des Retrogamings ist die Verfügbarmachung als Remakes oder Portierungen (mit dem Quellcode) von alten Spielen für neue Hardware- und Softwareplattformen, z. B. portable Geräte oder Mobiltelefone, oder macOS. Hintergrund hier ist, dass Spiele der 8- oder 16-Bit Ära auf Hardware mit vergleichbarer Rechenleistung und technischen Eckdaten (RAM, Bildschirmauflösung) wie heute Mobiltelefone entwickelt wurden. Hierdurch ist eine Portierung leicht möglich, und das Profil der Spiele entspricht dem für die Zielplattform (z. B. Lesbarkeit trotz geringer Bildschirmauflösung).
Ein neuer Trend ist die Wiederbelebung alter Computerspieltitel im Rahmen des Crowdfunding. Beispielsweise wurde Wasteland 2 2012 als ein von Wasteland inspiriertes rundenbasiertes, postapokalyptisches Computer-Rollenspiel von Brian Fargos InXile Entertainment erfolgreich auf der Plattform Kickstarter mit drei Millionen US-Dollar finanziert.

## Museen und Ausstellungen

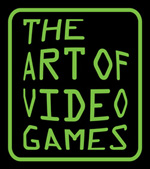
The Art of Video Games im Smithsonian American Art Museum, 2012.

Klassische Videospiele werden inzwischen weltweit von Museen als Kunstform wahrgenommen und in Ausstellungen präsentiert, z. B. in Karlsruhe im RetroGames Arcade-Museum, welches 2002 gegründet wurde, oder dem bereits 1997 eröffneten Computerspielemuseum Berlin. Das aktuell größte Videospielmuseum Hi-Score befindet sich seit 2023 in Hannover.
Das Haus der Computerspiele zeigt als Wanderschau auf Messen, Kongressen und Festivals wechselnde Exponate zur Geschichte und Kultur des Computerspiels. Es richtet die beiden größten Veranstaltungen rund um Retro Gaming in Deutschland aus, die Retro-Sonderschau auf der Gamescom in Köln und die Lange Nacht der Computerspiele in Leipzig.
Ausstellungen von klassischen Videospielen existieren auch in traditionellen Kunst-Museen, wie die Ausstellung The Art of Video Games 2012 im Smithsonian American Art Museum oder als Teil der „Applied Design“-Dauerausstellung des Museum of Modern Art seit 2013. Das Museum für Kunst und Gewerbe Hamburg zeigte 2016 und 2017 die ursprünglich vom Australian Centre for Moving Image in Melbourne konzipierte Ausstellung Game Masters, die sich schwerpunktmäßig mit der grafischen Gestaltung von Videospielen beschäftigte. Klassische Videospiele sind auch Thema der Vintage Computer Festivals.

## Projekte

### Interpreter
- Z-machine – alle Infocom – Adventure
- ScummVM – LucasArts-Adventures, AGI basierende Sierra-Adventure (ehemals Sarien), u. a.
- Exult – Ultima 7 Engine Rewrite

### Emulatoren
- M.A.M.E. – Arcade-Emulator
- DOSBox – DOS-PC-Emulator